# Rosbief

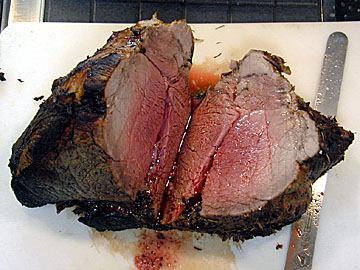
Rosbief

Rosbief (van het Engelse roast beef) is een groot stuk rundvlees , gesneden van een mager spierdeel van het rund. Rosbief kan zijn gesneden van de dunne of dikke lende, het staartstuk, de bovenbil, de platte bil, het bloemstuk of de muis. 
De slager levert de rosbief panklaar voor de consument af, dus zonder zeen, vlies of vet. Rosbief wordt meestal zo gebraden dat het binnenste vlees rood blijft, maar wel gegaard is. Dat kan worden bereikt door de rosbief aan te braden (laten dichtschroeien in olie of boter) en vervolgens op lage temperatuur te garen tot een kerntemperatuur van 50°C tot maximaal 60°C. Een kerntemperatuurmeter kan daarbij van dienst zijn. Wanneer rosbief te lang en bij een te hoge temperatuur gaart gaat de kenmerkende rode kleur van het binnenste vlees verloren. Bovendien verliest het vlees daarbij veel vocht, waardoor het taai wordt.
Koude rosbief wordt in dunne plakjes gebruikt als broodbeleg. Wanneer ossenhaas te duur is, wordt rosbief nog weleens gebruikt om carpaccio van te snijden. De rosbief wordt voor dit doeleinde doorgaans half bevroren en met een machine gesneden.